# 大木喬任
大木 喬任（おおき たかとう、天保3年3月23日〈1832年4月23日〉- 明治32年〈1899年〉9月26日）は、明治期の日本の官僚、政治家。通称を幡六、民平。
栄典は正二位勲一等伯爵。

## 経歴

### 出自
肥前国佐賀藩の45石の藩士大木知喬の長男として赤松町（現在の佐賀市水ヶ江三丁目）に生まれる。天保13年（1842年）父、知喬が亡くなり、以降、母シカ子の手で育てられる。出身家の詳細については大木家を参照。

### 幕末
藩校の弘道館で学び、1850年（嘉永3年）副島種臣らと共に枝吉神陽の義祭同盟結成に参加。後に江藤新平や大隈重信らも加わり藩論を尊皇攘夷へと導くことを図るが果たせなかった。万延元年（1860年）藩校弘道館から選ばれて江戸遊学の途に上る。

### 明治新政府
1868年（明治元年）に新政府が樹立されると、大隈・副島・江藤らとともに出仕し、徴士、参与、軍務官判事、東京府知事などを務めた。江戸を東京とすること（東京奠都）に尽力した。1871年（明治4年）に民部卿、文部卿として学制を制定。1872年（明治5年）に教部卿を兼任。1873年（明治6年）、参議兼司法卿。1876年（明治9年）の神風連の乱と萩の乱の事後処理に当たった。
戸籍編成の主導権を巡り大蔵省の大隈と対立。大久保利通の側近となり、民部大輔として戸籍法制定を行い、のち民部卿に任命されるが、大隈の巻き返しで民部省は大蔵省に統合された。民法編纂総裁として法典編纂に関わる。のち元老院議長、参議などの要職を歴任した。
1884年（明治17年）、華族令施行によって伯爵に叙せられた。12月14日学習院講堂で開かれた大日本教育会の常集会で森有礼とともに演説を行った。1888年（明治21年）に枢密顧問官、1892年（明治25年）に枢密院議長再任。
しかし同年11月、修身教科書秘密漏洩事件が発生。引責辞任を余儀なくされ、以後、麝香間祗候にとどまった。

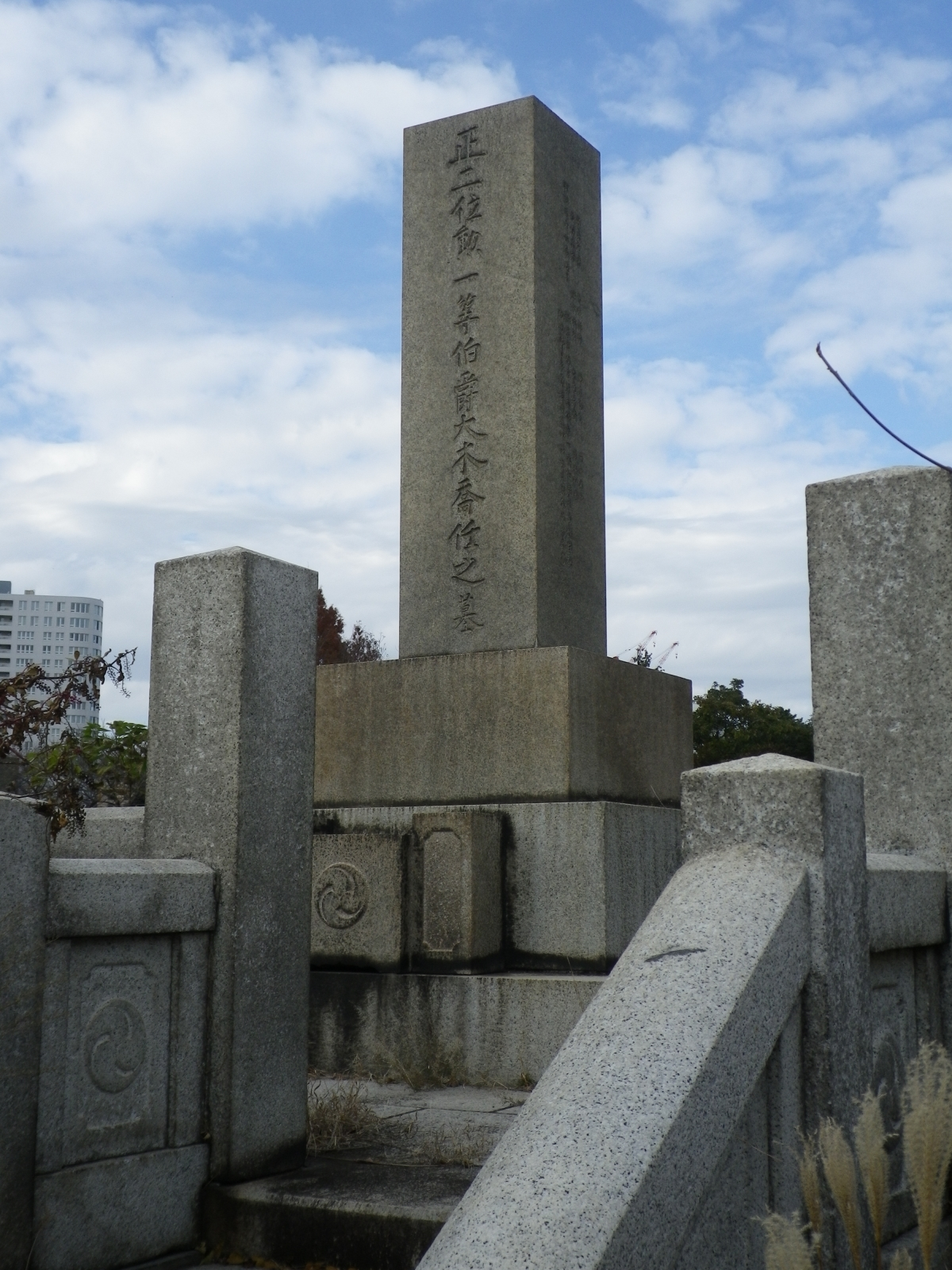
大木喬任の墓（青山霊園）

1899年（明治32年）に死去、享年67。

## 評価
教育制度や法典編纂の確立にも尽力したことから、明治の六大教育家の1人に数えられている。
- 江藤新平 「大木はあたかも熟練したる仕立て屋の如し。その裁縫の技、堅緻ならざるに非ず。ただ、恨むらくは、その手に成る綿入れの仕立て終わる時は、春既に去りて夏方に近づく也。もし余をして大木と共に、干戈を交へしめば、余は彼の考慮を費せる間に於いて、その首級を奪うを得べし」[4]

## 系譜
大木氏は筑後国の蒲池氏の一族で、筑後宇都宮氏の宇都宮懐久の次男の資綱の嫡子大木政長を祖とし、資綱の兄の蒲池久憲の後裔の蒲池鎮漣の重臣で、のちに鍋島直茂に仕えた大木統光の子孫にあたる。
- 妻：朋子[5]
- 長男：大木逸太郎（1866年 - 1889年）[6]
- 次男：大木遠吉…原・高橋内閣の司法大臣、加藤内閣の鉄道大臣を歴任。
- 娘：栃木の農家に嫁ぐ[7]
- 娘：岡崎えん…喬任と芸妓の子。銀座の小料理屋の女将となり[8]、没後、吉屋信子により『岡崎えん女の一生』が執筆された）

## 資産
沼津や磯部温泉に別荘を所有した。

## 栄典・授章・授賞
位階
- 1884年（明治17年）12月27日 - 従三位[9]
- 1886年（明治19年）10月19日 - 従二位[10]
- 1896年（明治29年）6月20日 - 正二位[11]

勲章等
- 1877年（明治10年）11月2日 - 勲一等旭日大綬章[12]
- 1884年（明治17年）7月7日 - 伯爵[13]
- 1899年（明治32年）9月11日 - 勲一等旭日桐花大綬章[14]

## 関連文献
- 「大木喬任」（国立公文書館所蔵 「枢密院文書・枢密院高等官転免履歴書 明治ノ一」） - アジア歴史資料センター Ref. A06051166700
  - 『国立公文書館所蔵 枢密院高等官履歴 第1巻』 東京大学出版会、1996年10月、ISBN 4130987119
- 大木遠吉編 『紀念』 1904年5月序
- 『明治大学刑事博物館目録 第2号』 明治大学刑事博物館委員会、1952年8月
  - 『明治大学刑事博物館目録 第4号』 明治大学刑事博物館委員会、1953年8月
- 田中艸太郎、常安弘通著 『大木喬任 辰野金吾』 佐賀県青少年育成県民会議〈郷土史に輝く人びと〉、1971年3月
- 島内嘉市著 『年譜考 大木喬任』 アビアランス工房、2002年7月、ISBN 490128410X
- 西川誠 「大木喬任」（伊藤隆、季武嘉也編 『近現代日本人物史料情報辞典』 吉川弘文館、2004年7月、ISBN 4642013415）
- 重松優「大木喬任伝記史料「談話筆記」について」『ソシオサイエンス』第12巻、早稲田大学大学院社会科学研究科、2006年3月、249-256頁、CRID 1050282677457959040、hdl:2065/9496、ISSN 1345-8116、NAID 120000792718。
- 佐々木隆 「「大木喬任関係文書」所収司法・検察関係者書翰翻刻」（『参考書誌研究』第66号、国立国会図書館、2007年3月、NAID 40015326636）
- 重松優「『大木喬任伯意見雑記』をめぐって」『社学研論集』第10巻、早稲田大学大学院 社会科学研究科、2007年9月、395-400頁、CRID 1050282677437071744、hdl:2065/32189、ISSN 1348-0790、NAID 120002928913。
- 星原大輔 「幕末明治期の大木喬任日記」（『財団法人鍋島報效会研究助成研究報告書』第4号、財団法人鍋島報效会、2009年10月）
- 重松優著 『大木喬任』 佐賀県立佐賀城本丸歴史館、2012年2月、ISBN 9784905172055
- 重松優編 『大木喬任伝記資料談話筆記』佐賀県立佐賀城本丸歴史館〈佐賀城本丸クラシックス〉、2023年3月、ISBN 9784905172178